# Metox
Metox (рус. Ме́токс; настоящее имя — Алексе́й Серге́евич Самсо́нов; род. 17 августа 1995, Богородск) — российский хип-хоп и трэп-исполнитель, бывший осуждённый преступник.

## Биография
Родился в 1995 году в Богородске, через два года семья переехала в Нижний Новгород. В 2012 году, обучаясь в школе, стал заниматься музыкой и выпустил свои первые альбомы. После окончания школы поступил в университет на филологический факультет.
Псевдоним образован от слов «me» и «tox» — то есть «я — ядовитый», или «я — токсичный». В совместном треке с рэпером Кровь из носа под названием «салат» есть строчка Алексея «тут кровь из носа и метоксетамин», объясняющая альтернативное значение псевдонима.
По признанию в треке «Биография» стал выращивать и распространять наркотические вещества сразу после окончания школы.
В 2015 году был арестован и осуждён на 4 года и 10 месяцев за распространение наркотических веществ и контрабанду. Вышел по УДО в июне 2019.
Через полгода после своего освобождения из тюрьмы переехал в Москву, где познакомился с продюсером Паши Техника Марком. В 2020 году выпустил альбом «Записки из мёртвого дома», занявший 16-е место среди лучших альбомов по версии сайта The Flow. В том же году Metox и Паша Техник выпустили совместный мини-альбом «Сечка».
В 2021 году выпустил три сольных альбома: «Зэки лезут в Тиндер», «Юрьев День» и «Нож».
В 2022 Алексей и Паша Техник выпустили несколько совместных треков и альбом «Кипятильник».
24 февраля 2023 года вышел посмертный альбом Саши Скула «Пасха мёртвых» при участии Metox. 17 марта того же года вышел альбом «Полдень трудного дня». В том же году 9 июня вышел совместный альбом с рэп-исполнителем Игла под названием «Неошансон».
В 2024 году выпустил четыре альбома: «Полночь трудного дня», «Четыре языка», совместный альбом с рэпером Кровь из носа «Гуманитарная катастрофа» и совместный альбом с Марком и Пашей Техником «Каптёрка. Чай втроём».

## Дискография

### Альбомы
| Год  | Название                     | Комментарий                                                |
| ---- | ---------------------------- | ---------------------------------------------------------- |
| 2015 | «Жёлтые лилии»               | —                                                          |
| 2020 | «Записки из мёртвого дома»   | Альбом занял 16-е место в топ-50 лучших по мнению The Flow |
| 2021 | «Зэки лезут в Тиндер»        | [ 11 ]                                                     |
| 2021 | «Нож»                        | [ 12 ]                                                     |
| 2021 | «Юрьев День»                 | [ 13 ]                                                     |
| 2022 | «Вечер трудного дня»         | [ 22 ]                                                     |
| 2022 | «Кипятильник»                | (Совместно с Пашей Техником)                               |
| 2022 | «Ведро с крабами»            | [ 23 ]                                                     |
| 2023 | «Полдень трудного дня»       | [ 16 ]                                                     |
| 2023 | «Мухоморье»                  | —                                                          |
| 2023 | «Каптёрка. Пьеса номер один» | (Совместно с Марком и Пашей Техником)                      |
| 2023 | «Неошансон»                  | (Совместно с Игла)                                         |
| 2024 | «Полночь трудного дня»       | —                                                          |
| 2024 | «Каптёрка. Чай втроём»       | (Совместно с Марком и Пашей Техником)                      |
| 2024 | «Гуманитарная катастрофа»    | (Совместно с Кровь из носа)                                |
| 2024 | «Четыре языка»               | —                                                          |

### Мини-альбомы
| Год  | Название | Комментарий                  |
| ---- | -------- | ---------------------------- |
| 2020 | «Джанго» | —                            |
| 2020 | «Сечка»  | (Совместно с Пашей Техником) |

## Видеография
| Год  | Название         | Примечание |
| ---- | ---------------- | ---------- |
| 2020 | «Кроссовки»      |            |
| 2021 | «На лохах»       |            |
| 2023 | «Кто за?»        |            |
| 2023 | «Мария Шарапова» |            |
| 2024 | «Задание»        |            |
| 2024 | «Четвёртый Язык» |            |